# 92-я бронетанковая дивизия (Иран)
92-я бронетанковая дивизия (перс. لشکر ۹۲ زرهی‎) — тактическое соединение сухопутных войск Ирана.
Базируется в городе Ахваз, остан Хузестан.

## История
Дивизия создана в 1970-е гг. в Шаханшахском Государстве Иран. Была оснащена новейшими на тот момент танками «Чифтен».
Участвовала в Ирано-иракской войне. Находясь в остане Хузестан, дивизия первой приняла на себя удар иракской армии после 21 сентября 1980 года, когда Саддам Хусейн начал войну против Ирана.
Революционные чистки офицеров и санкции на поставку запчастей сильно ослабили дивизию. Из 318 танков Чифтен в строю осталось 100 из-за проблем с поддержанием технической исправности танков. Ослабление дивизии не позволило защитить приграничный Хорремшехр.
92-я бронетанковая дивизия вела оборонительные операции в Хорремшехре, Абадане, на равнине Азадеган. Затем провела ряд наступательных операций «Бейт ол-Мокаддас» (в ходе которого освобождён Хорремшехр), «Фатх ол-Мобин», «Рамадан».

## Вооружение
На 2023 год дивизия была оснащена в основном танками Т-72, M60A1, САУ M109A1, бронетранспортёрами M113.